# Palais Grassi
Le palais Grassi est un des plus importants et derniers palais construits à Venise au XVIIIe siècle au cœur de la ville, au bord du Grand Canal. Il est la propriété du milliardaire français François Pinault depuis 2005 qui l'a transformée en musée, contenant sa collection Pinault d'art moderne et d'art contemporain, et en siège de sa fondation.

## Histoire

### Famille Grassi
Le palais Grassi est un des fleurons du patrimoine de la cité des Doges et un des plus importants et derniers palais construits entre 1748 et 1772 à Venise par l'architecte italien Giorgio Massari pour la riche famille bolonaise des Grassi, qui s'est acheté une place dans le livre des grandes familles de la ville en 1718. En 1732, la famille Grassi rachète les bâtiments du campo San Samuele qu'ils font raser pour construire le palais. Paolo Grassi meurt en 1772, année de fin des travaux.
Après l'abolition de la république de Venise par le général Napoléon Bonaparte en 1797, la famille Grassi est ruinée. Le bâtiment est vendu en 1840 à la Societa Veneta Commerciale qui en fait son siège social, puis racheté par divers propriétaires (dont la baronne de Sin, le ténor Angelo Poggi, le peintre Giuseppe Schöff). Sous l'impulsion de l'un d'entre eux, Giovanni Stucky, le palais Grassi devient un musée des arts du costume en 1951 et présente de nombreuses expositions artistiques.

### Gianni Agnelli
En 1983, le palais est acheté par Giovanni Agnelli (1921-2003) (président du groupe Fiat et petit-fils de Giovanni Agnelli (1866-1945) président fondateur du groupe) qui le fait moderniser et transformer en « Centre d'exposition international » par les architectes Gae Aulenti et Antonio Foscari. En 1986, l'exposition Futurismes lance la popularité du site. 

### François Pinault
En 2005, François Pinault acquiert le Palazzo Grassi de Venise pour 29 millions € et crée une société de droit italien, Palazzo Grassi SPA (co-détenue avec la mairie de Venise) pour gérer l'ensemble. La rénovation du palais est confiée à l'architecte japonais Tadao Andō, et la mise en lumières du bâtiment au Danois Ólafur Elíasson.
Le palais est aménagé en un musée de 40 salles d'exposition sur 5 000 m2. La direction générale du musée échoit à Jean-Jacques Aillagon (ancien directeur du centre national d'art et de culture Georges-Pompidou et ancien ministre de la Culture français entre 2002 et 2004) et la direction artistique est confiée à la commissaire d'exposition américaine Alison Gingeras (ex-conservateur du Centre Pompidou entre 1999 et 2004).
Le musée est inauguré en avril 2006 avec l'exposition Where Are We Going? (Où allons nous ?) avec de nombreux invités étrangers venant d'horizons variés. En avril 2007, François Pinault annonce sa volonté de poursuivre l'extension du musée et conclut un accord avec la mairie de Venise pour investir et aménager la Punta della Dogana, coiffant sur le fil un projet concurrent de la fondation Guggenheim pour le même bâtiment.
En 2013, le Teatrino, bâtiment annexe au Grassi, est rénové par Tadao Andō qui le transforme en espace d'exposition aux courbes modernistes, et disposant d'un auditorium de 220 places,.

## Collection Pinault

"Very Hungry God" de Suboth Gupta. Palazzo Grassi, Venise mai 2007.

La collection est constituée des œuvres des artistes de renom tels que : Mark Rothko, Piero Manzoni, Donald Judd, Pierre Huyghe, Damien Hirst, Maurizio Cattelan, Bernard Frize, Urs Fischer, Rudolf Stingel (en), Andy Warhol, Carl André, Jeff Koons, Piotr Uklanski, Lucio Fontana, Mario Merz, Bertrand Lavier, Dan Flavin, Cy Twombly, Tetsumi Kudo, Nancy Spero, Tadashi Yamaneko, Charles Ray, Takashi Murakami. Le musée organise également de nombreuses et importantes expositions temporaires (Pablo Picasso, etc.).

## Expositions[7]
Depuis 2006, le Palazzo Grassi présente des expositions temporaires de la Collection Pinault :  
- Where Are We Going? Un choix d'œuvre de la Collection François Pinault, commissaire : Alison Gingeras, avril 2006 - octobre 2006
- Picasso, la joie de vivre. 1945-1948, commissaire : Jean-Louis Andral, novembre 2006 - mars 2007
- La Collection François Pinault : une sélection Post-Pop, commissaire : Alison Gingeras, novembre 2006 - mars 2007
- Sequence 1 – Peinture et sculpture dans la Collection François Pinault, commissaire : Alison Gingeras, mai 2007 – novembre 2007
- Rome et les barbares. La naissance d'un nouveau monde, commissaire : Jean-Jacques Aillagon, janvier 2008 – juillet 2008
- Italics. Art italien entre tradition et révolution, 1968-2008, commissaire : Francesco Bonami, septembre 2008 - mars 2009
- Mapping the Studio: Artists from the François Pinault Collection, curated by Francesco Bonami and Alison Gingeras. Présentée au Palazzo Grassi et à la Punta della Dogana. Juin 2009 – Avril 2011
- Le Monde vous appartient, commissaire : Caroline Bourgeois, juin 2011 – février 2012
- Madame Fisscher, exposition personnelle d'Urs Fischer conçue par l'artiste en collaboration avec Caroline Bourgeois, avril 2012 – juillet 2012
- Paroles des images, commissaire : Caroline Bourgeois, août 2012 – janvier 2013
- Rudolf Stingel, exposition personnelle de Rudolf Stingel conçue par l'artiste en collaboration avec Elena Geuna, avril 2013 – janvier 2014
- L'Illusion des lumières, commissaire : Caroline Bourgeois, avril 2014 – janvier 2015
- Irving Penn, Resonance, commissaires : Pierre Apraxine et Matthieu Humery, avril 2014 – janvier 2015
- Martial Raysse, commissaires : Caroline Bourgeois en collaboration avec l'artiste, avril 2015 – novembre 2015
- Sigmar Polke, commissaires : Elena Geuna et Guy Tosatto, avril 2016 – novembre 2016
- Treasures from the Wreck of the Unbelievable, Damien Hirst, commissaire : Elena Geuna. Présentée au Palazzo Grassi et à la Punta della Dogana. avril 2017 – décembre 2017
- Cows by the Water, Albert Oehlen, commissaire : Caroline Bourgeois, avril 2018 - janvier 2019
- La Pelle, Luc Tuymans, exposition personnelle de l'artiste conçue en collaboration avec Caroline Bourgeois, mars 2019 - janvier 2020
- Henri Cartier-Bresson, Le Grand Jeu, du 11 juillet 2020 au 20 mars 2021.